# Circulação extracorpórea

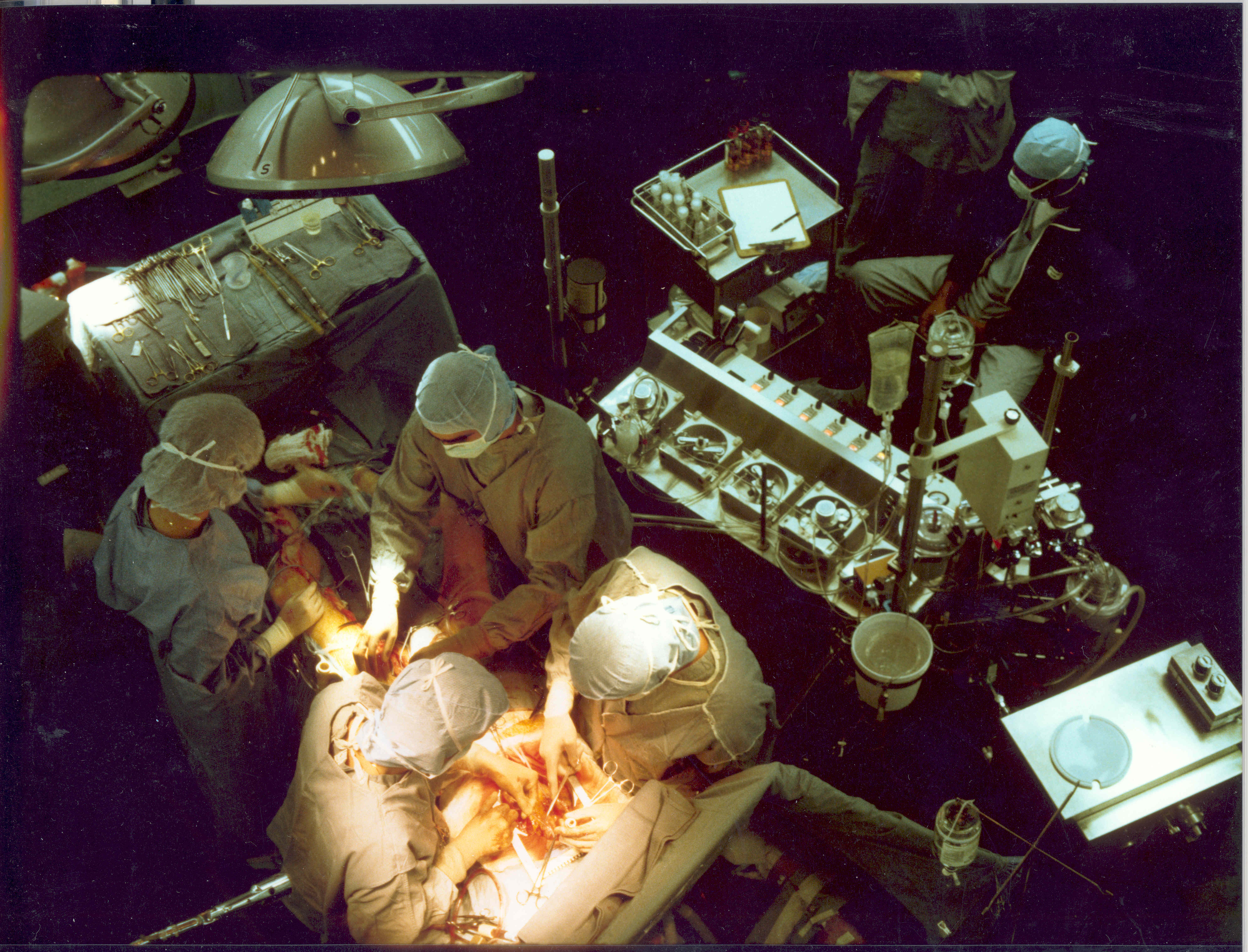
Circulação extracorpórea numa cirurgia cardíaca

A Circulação Extracorpórea consiste na substituição temporária das funções de órgãos vitais de um paciente, como coração e pulmão, quando eles estão inoperantes durante uma complexa cirurgia cardíaca, por exemplo. Ela é utilizada em mais de 80% das cirurgias cardíacas, podendo também ser empregada em cirurgias intracardíacas, transplantes ou quimioterapias isoladas de membro.

O profissional habilitado a operar a máquina de Circulação Extracorpórea é denominado de Perfusionista.

## Outros nomes para Circulação Extracorpórea
O termo Circulação Extracorpórea pode receber vários outros nomes como: CEC, Perfusão, Perfusão Extracorpórea, Perfusão Cardíaca, Assistência Circulatória Mecânica, entre outros.

## O Perfusionista
O Perfusionista é o membro da equipe habilitado para operar a máquina de Circulação Extracorpórea e demais acessórios, sendo responsável pela manutenção das funções cardiorrespiratórias do paciente durante o procedimento, além do seu equilíbrio bioquímico, hematológico e hidroeletrolítico. Este profissional deve reunir qualidades como: agilidade, atenção, compromisso, consciência, ética, precisão, responsabilidade e, principalmente, interdisciplinaridade.